# Усиков Олександр Якович

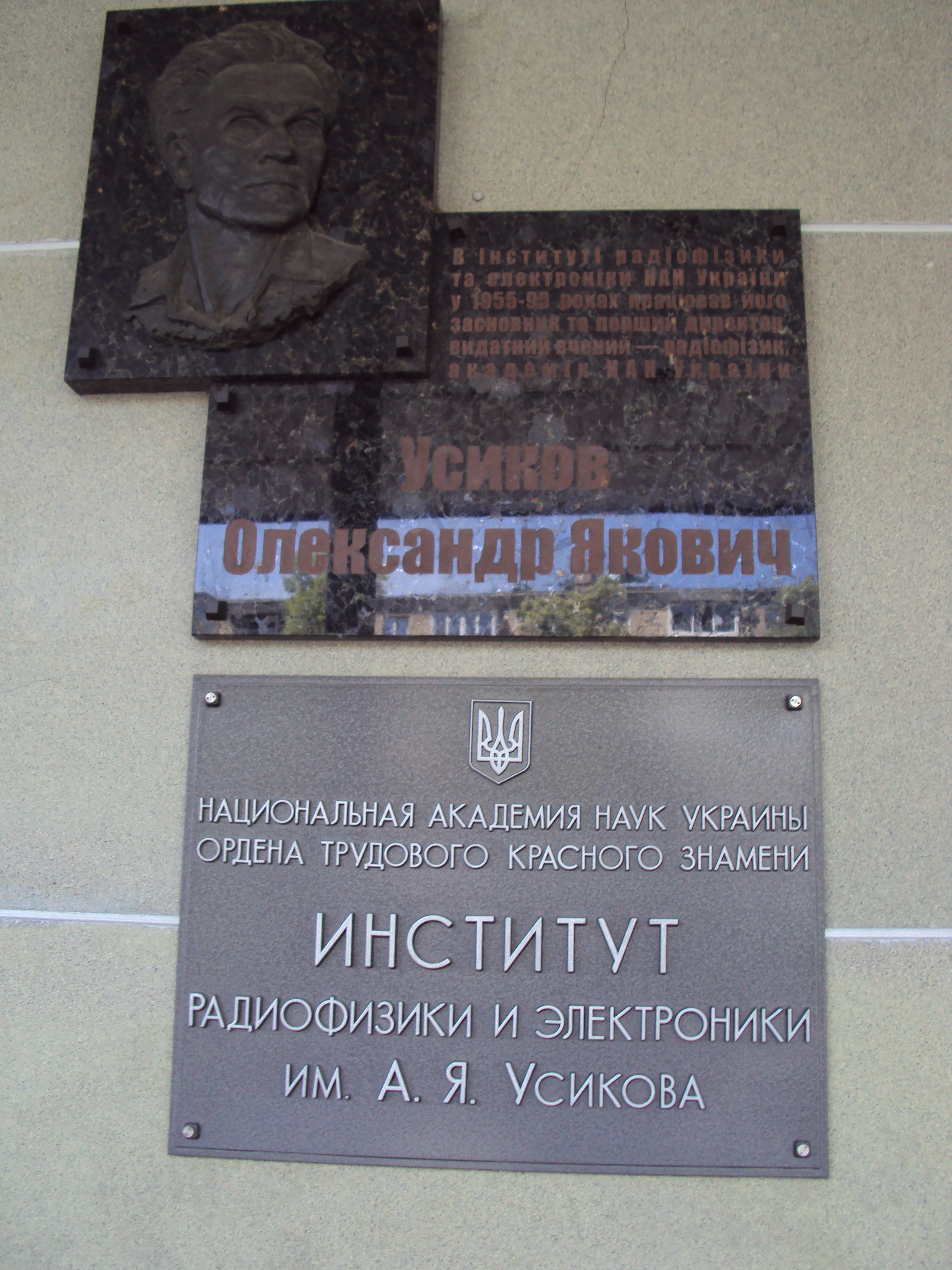
Меморіальна дошка академіку О. Я. Усикову на будівлі ІРЕ НАН України. Світлина DKM med.

Олександр Якович Усиков (нар. 11 січня 1904, с. Янківка (тепер Іванівка Великописарівського району) на Сумщині — 6 листопада 1995) — радянський радіофізик, дійсний член АН УРСР (з 1964), лауреат Ленінської премії та Державної премії УРСР, засновник і перший директор Інституту радіофізики та електроніки АН УРСР у Харкові

## Життєпис
Трудове життя розпочав у 1919 р. учнем слюсаря на Янківському цукровому заводі. У 1923 р. фабрично-заводський комітет направив Усикова на навчання в Харківський інститут народної освіти (так тоді називався Харківський національний університет).
У 1928 р. закінчив фізико-математичний факультет та почав працювати в фізичній лабораторії Ізюмського заводу оптичного скла.
З 1929 р. — асистент кафедри фізики в Харківському інституті зернових культур, згодом — доцент, з 1931 р. — завідувач кафедри.
З 1932 р. почав працювати Українському фізико-технічному інституті під керівництвом професора (надалі академіка АН УРСР) А. О. Слуцкіна. Займався розробкою магнетронних генераторів дециметрових хвиль, пошуком способів модуляції, застосуванням цих генераторів у радіозв'язку та радіолокації. Спільно зі співробітниками Лабораторії електромагнітних коливань розробляв магнетрони дециметрового діапазону з багатосегментним анодом, які генерували рекордні на той час потужності від 30 до 100 Вт в безперервному режимі. У 1933—1936 рр. уперше помітив явище переривистої генерації в магнетронах та застосував його для створення потужних імпульсних магнетронних генераторів.
З 1936 по 1941 рр. керував роботами зі створення генераторної частини радіолокаційної установки дециметрового діапазону для виявлення літаків. Під керівництвом Усикова створено перші макети станцій гарматної наводки, а також була створена перша у світовій практиці трикоординатна радіолокаційна установка «Зеніт» потужністю 1 кВт (використовувалась в системі противоповітряної оборони Москви у 1941 р.). У 1941 р. передбачав створити установку «Рубін» з використанням потужності у 100 кВт у імпульсі.
У 1942—1943 рр. в евакуації Усиков разом І. Д. Трутнем, І. М. Вигдорчиком, А. А. Чубаковим, А. П. Майдановим і співробітниками Науково-дослідного випробувального інституту зв'язку Червоної Армії (НДВІЗ ЧА) створили одноантенний варіант трикоординатного дециметрового радіолокатора «Рубін».
З червня до листопада 1943 р. Усиков виїхав до Москви, де працював з «Рубіном» у НДВІЗ ЧА.
Після повернення з евакуації до Харкова у 1944—1945 рр. створив перший в Радянському Союзі прилад радіолокаційного принципу дії для дистанційного визначення пошкоджень високовольтних ліній електропередач на великих відстанях, а у 1946 р. — і на підземних силових кабелях. Прилади широко використовувались при відновленні повітряних і підземних електричних мереж, зруйнованих під час війни у Харкові та інших містах країни.
Був завідувачем лабораторії, а з 1950 р. — завідувачем відділу, з 1953 р. — заступником директора з наукової роботи УФТІ.
З 1938 по 1953 роки проф. Олександр Якович Усиков очолював кафедру медичної та біологічної фізики і медичної інформатики Харківського медичного інституту. Під  його керівництвом були досягнуті значні здобутки в конструюванні електронних приладів для використання в медичній практиці.  В період керівництва ІРЕ акад. О. Я. Усиковим, видатний український терапевт, академік Мала  Любов Трохимівна (1919—2003) співпрацювала з цією установою у напрямку НВЧ-діелектрометрії клітин крові при захворюваннях внутрішніх органів.
Доктор технічних наук (1964). У 1955—1973 рр. був першим директором Інститут радіофізики і електроніки АН УРСР (з 1973 — завідувач відділу), створеного на базі відділів електромагнітних коливань і поширення радіохвиль ХФТІ. В інституті були розроблені, зокрема, клістрони міліметрового діапазону, клінотрон, «трутнівські магнетрони», а також вимірювальні прилади міліметрового діапазону. У 1960 р. колектив співробітників ІРЕ на чолі з Усиковим удостоєно за ці роботи Ленінської премії.
З 1959 р. — член-кореспондент Академії наук УРСР, з 1964 р. — академік АН УРСР.
У 1987—1993 рр. — радник при дирекції ІРЕ АН УРСР, у 1993—1995 рр. — почесний директор ІРЕ НАН України.
Академік НАН України О. Я. Усиков став першим головою Харківського наукового центру АН УРСР (нині -Північно-Східний науковий центр НАН України і МОН України), очолював Центр до 1978 року, а керований ним Інститут радіофізики і електроніки був визначений як базова установа Центру. З 1981 по 1986 рік Північно -Східним науковим центром керував наступник О. Я. Усикова академік НАН України Шестопалов В. П., основні праці якого присвячені дифракційній електроніці, їх подальший розвиток підтримував О. Я. Усиков

## Наукова діяльність
Головні наукові праці присвячені створенню імпульсних магнетронних генераторів дециметрових і міліметрових радіохвиль і застосуванню їх у радіолокації й іншим проблемам генерації та поширення радіохвиль. Вивчав питання квантової фізики, лазерної детекції голографічних та астрономічних об'єктів, виникнення феномену акустичних коливань смичкових струнних інструментів.

## Громадянська позиція
Вийшов з лав КПРС у 1991 році. Відмовився підписувати листа українських академіків, який засуджував погляди академіка А. Д. Сахарова.

## Нагороди
Лауреат Ленінської премії (1960) та Державної премії УРСР в галузі науки і техніки (1987). Нагороджений орденом Леніна, трьома орденами Трудового Червоного Прапора, медалями і грамотами.

## Особистість
Перебував у дружніх стосунках з харківським поетом Чичибабіним Б. О. Дружина О. Я. Усикова  — відомий фотохудожник Дія Олександрівна Гай. О. Я. Усиков — людина з великим творчим потенціалом і широким спектром обдарувань. Крім фізики, він захоплювався мистецтвом, музикою, літературою, поезією, фото-справою, садівництвом. 
У 70-ті роки ХХ сторіччя у міському Будинку учених Усиков О.Я. з іншими науковцями  брав участь у створенні  портретної галереї відомих вчених Харкова , з 1981 року він почесний президент  клубу "Пульсар" , який об'єднував наукову молодь інститутів  АН УРСР в цій установі

## Пам’ять
Ім'я вченого присвоєно Інституту радіофізики та електроніки НАН України. У січні 2004 р. на будівлі Інституту відкрито меморіальну дошку, присвячену пам'яті академіка О. Я. Усикова.  21 листопада 2019 року на факультеті радіофізики, біомедичної електроніки та комп’ютерних систем ХНУ імені В.Н.Каразіна відбулося відкриття пам’ятної дошки IEEE Milestone (Institute of Electrical and Electronics Engineers) на знак вшанування радіолокатора «Зеніт» та його творців вчених-радіофізиків Харківщини — Слуцкіна А.О.,  Усикова О.Я. та Брауде С.Я . 